# Anghelache Donescu
Anghelache Donescu   (Bucarest, 18 d'octubre de 1945 - 28 d'agost de 2023) fou un genet romanès, guanyador d'una medalla olímpica.
El 1980 va prendre part en els Jocs Olímpics d'Estiu de Moscou, on va disputar dues proves del programa d'hípica amb el cavall Dor. En la prova de doma per equips, junt a Dumitru Velicu i Petre Roșca, va guanyar la medalla de bronze, mentre en la prova de doma individual fou sisè. En el seu palmarès també destaquen 30 campionats nacionals.